# Niklas Fogström
Niklas Topias Fogström, född 2 mars 1982 i Vasa, är en finländsk professionell ishockeyspelare som spelar för Mora IK i Hockeyallsvenskan. Efter att ha tillbringat ett antal säsonger med Vasa Sport i den finska andraligan, flyttade Fogström till Sverige för spel med Tingsryds AIF i Hockeyettan. Därefter tillbringade han två säsonger med Nyköpings HK och fyra säsonger med [Mora IK i Hockeyallsvenskan.
Säsongen 2012/13 skrev Fogström på för Luleå HF i SHL, där han spelade tre säsonger innan han lämnade klubben för spel i seriekonkurrenterna Linköping HC och därefter Färjestad BK. Säsongen 2018/19 spelade han för norska Storhamar Dragons i Get-ligaen, med vilka han tog ett norskt silver. I oktober 2019 spelade han tre matcher för Forshaga IF i Division 1, innan han senare samma månad återvände till Mora IK.

## Karriär
Fogström påbörjade sin ishockeykarriär i Vasa Sport, där han spelade i klubbens olika ungdoms- och juniorlag, tills han säsongen 2000/01 debuterade i föreningens A-lag – i den finska andraligan Mestis. Inför den efterföljande säsongen lämnade Fogström laget för Lukko i den högsta serien i Finland, FM-ligan. Väl där fick han dock bara spela tre matcher med A-laget och tillbringade istället den större delen av säsongen med klubbens juniorlag. I juniorserien blev Fogström den tionde spelaren någonsin att emotta Kari Jalonen Award, som tilldelas poängligavinnaren. På 44 matcher noterades han för 58 poäng (18 mål, 40 assist).
2002/03 återvände han till Vasa Sport och tillbringade tre säsonger i klubben, med vilka han vann ett silver den sista säsongen. Därefter lämnade Fogström Finland för spel i Sverige med Tingsryds AIF i Division 1. Efter en poängmässigt bra säsong där han snittade en poäng per match (41), skrev han på för Nyköpings HK i Hockeyallsvenskan. Efter två säsonger i klubben, lämnade han laget för seriekonkurrenten Mora IK. På fyra säsonger spelade han 185 grundseriematcher för Mora och noterades för 145 poäng. Inför säsongen säsongen 2012/13 skrev Fogström på ett ettårskontrakt för Luleå HF i Elitserien. Han gjorde sitt första Elitseriemål den 25 oktober 2012 då Luleå besegrade HV71 med 2–0. I mars 2013 förlängde han sitt kontrakt med klubben med ytterligare två år.
Den 17 april 2015 meddelade Linköping HC att Fogström skrivit ett tvåårskontrakt med klubben. Han gjorde sitt första mål och sin första SHL-match för Linköping den 16 september samma år, mot Djurgårdens IF som besegrades med 3–2. Efter två säsonger i Linköping, lämnade Fogström klubben efter SM-slutspelet 2017.
I slutet av juni 2017 meddelades det att Fogström anslutit till Färjestad BK. Efter en säsong i Färjestad lämnade han laget, och i juli 2018 meddelade den norska klubben Storhamar Dragons i Get-ligaen att man skrivit ett ettårsavtal med Fogström. Laget slutade två i grundserien och på 45 matcher noterades Fogström för 19 poäng, varav fem mål. I det efterföljande slutspelet tog sig Storhamar till final, där man dock besegrades av Frisk Asker med 4–2 i matcher. På 16 slutspelsmatcher stod Fogström för ett mål och sju assistpoäng. I slutet av april 2019 stod det klart att Fogström lämnat klubben.
I början av oktober 2019 meddelades det att Fogström skrivit ett korttidsavtal med Forshaga IF i Hockeyettan. Fogström spelade tre matcher för klubben och noterades för två mål. Senare samma månad, den 21 oktober, meddelade Mora IK i Hockeyallsvenskan att Fogström återvänt till klubben då man skrivit ett två veckor långt avtal med honom.

## Statistik
| 2000–01                  | Vasa Sport               | Mestis                   | 27  | 0  | 1   | 1   | 2   | 3  | 0 | 0 | 0  | 0  |
| 2001–02                  | Lukko                    | FM-ligan                 | 3   | 0  | 0   | 0   | 0   | —  | — | — | —  | —  |
| 2002–03                  | Vasa Sport               | Mestis                   | 37  | 2  | 11  | 13  | 24  | 7  | 1 | 1 | 2  | 0  |
| 2003–04                  | Vasa Sport               | Mestis                   | 40  | 6  | 10  | 16  | 32  | 5  | 0 | 0 | 0  | 0  |
| 2004–05                  | Vasa Sport               | Mestis                   | 32  | 5  | 8   | 13  | 14  | 11 | 0 | 1 | 1  | 0  |
| 2005–06                  | Tingsryds AIF            | Div. 1                   | 41  | 14 | 27  | 41  | 42  | 3  | 2 | 2 | 4  | 12 |
| 2006–07                  | Nyköpings HK             | HA                       | 45  | 8  | 18  | 26  | 56  | 5  | 2 | 6 | 8  | 12 |
| 2007–08                  | Nyköpings HK             | HA                       | 38  | 8  | 20  | 28  | 52  | —  | — | — | —  | —  |
| 2008–09                  | Lukko                    | FM-ligan                 | 8   | 0  | 0   | 0   | 0   | 1  | 0 | 0 | 0  | 0  |
| 2008–09                  | Mora IK                  | HA                       | 34  | 14 | 10  | 24  | 34  | 3  | 2 | 0 | 2  | 2  |
| 2009–10                  | Mora IK                  | HA                       | 50  | 8  | 33  | 41  | 54  | 2  | 0 | 0 | 0  | 0  |
| 2010–11                  | Mora IK                  | HA                       | 51  | 14 | 22  | 36  | 34  | 10 | 0 | 2 | 2  | 6  |
| 2011–12                  | Mora IK                  | HA                       | 50  | 11 | 33  | 44  | 40  | —  | — | — | —  | —  |
| 2012–13                  | Luleå HF                 | Elitserien               | 52  | 10 | 13  | 23  | 12  | 13 | 1 | 1 | 2  | 10 |
| 2013–14                  | Luleå HF                 | SHL                      | 55  | 6  | 8   | 14  | 14  | 6  | 0 | 0 | 0  | 2  |
| 2014–15                  | Luleå HF                 | SHL                      | 53  | 5  | 14  | 19  | 26  | 9  | 1 | 1 | 2  | 2  |
| 2015–16                  | Linköping HC             | SHL                      | 51  | 4  | 13  | 17  | 14  | 6  | 0 | 1 | 1  | 0  |
| 2016–17                  | Linköping HC             | SHL                      | 52  | 6  | 7   | 13  | 22  | 6  | 0 | 0 | 0  | 0  |
| 2017–18                  | Färjestad BK             | SHL                      | 43  | 4  | 6   | 10  | 6   | 3  | 0 | 0 | 0  | 0  |
| 2018–19                  | Storhamar Dragons        | Get-ligaen               | 45  | 5  | 14  | 19  | 12  | 16 | 1 | 7 | 8  | 33 |
| 2019–20                  | Forshaga IF              | Div. 1                   | 3   | 2  | 0   | 2   | 0   | —  | — | — | —  | —  |
| 2019–20                  | Mora IK                  | HA                       | 36  | 1  | 4   | 5   | 22  | —  | — | — | —  | —  |
| SHL totalt               | SHL totalt               | SHL totalt               | 306 | 35 | 61  | 96  | 94  | 43 | 2 | 3 | 5  | 14 |
| Hockeyallsvenskan totalt | Hockeyallsvenskan totalt | Hockeyallsvenskan totalt | 304 | 64 | 140 | 204 | 292 | 20 | 4 | 8 | 12 | 26 |
| FM-ligan totalt          | FM-ligan totalt          | FM-ligan totalt          | 11  | 0  | 0   | 0   | 2   | 1  | 0 | 0 | 0  | 0  |
| Mestis totalt            | Mestis totalt            | Mestis totalt            | 136 | 13 | 30  | 43  | 72  | 26 | 1 | 2 | 3  | 0  |